# Pitelová
Pitelová este o comună slovacă, aflată în districtul Žiar nad Hronom din regiunea Banská Bystrica. Localitatea se află la altitudinea de 455 m deasupra n.m., se întinde pe o suprafață de 10,81 km2 și în 2017 număra 622 de locuitori.

## Istoric
Localitatea Pitelová este atestată documentar din 1264.

## Demografie
| An:                | 1994 | 2004   | 2014   | 2024   |
| ------------------ | ---- | ------ | ------ | ------ |
| Număr de persoane: | 646  | 666    | 650    | 600    |
| Diferență:         |      | +3,09% | −2,40% | −7,69% |

| An:                | 2023 | 2024   |
| ------------------ | ---- | ------ |
| Număr de persoane: | 593  | 600    |
| Diferență:         |      | +1,18% |